# Patrick Mphephu
Patrick Ramaano Mphephu (né vers 1924, mort le 17 avril 1988) est le chef des Vendas, devenu le premier président du Venda le 13 septembre 1979.
Chef du seul parti du Venda, le National Party of Venda (ou NPV), créé en 1986 et interdit en 1990, il devient le chef du conseil de l'Autorité territoriale du VhaVenda, d'octobre 1969 au 1er février 1973, puis chef du bantoustan Venda (autonome) en tant que ministre en chef (NPV) : du 1er février 1973 au 13 septembre 1979.